# Angelo
Angelo of Angelos, ook in Spaanstalige landen Ángel, is een voornaam die zijn oorsprong vindt in het Griekse woord angelos (ἄγγελος), dat engel, boodschapper van God betekent. Deze naam komt vooral veel voor in Italië en Griekenland.
De vrouwelijke variant van deze naam is Angela. Ook de namen Angelica en Angelique komen van dezelfde Griekse stam, en betekenen van een engel.
De vorm Ángel wordt in vooral Spaanstalige landen gebruikt als jongensnaam en meisjesnaam. In Engelstalige landen wordt deze enkel gebruikt als meisjesnaam.

## Bekende naamdragers
- Angelo Bonfrisco, Italiaanse voetbalscheidsrechter
- Angelo Branduardi, Italiaanse zanger
- Angelo Bratsis, Amerikaanse voetbalscheidsrechter
- Angelos Charisteas, Griekse voetballer
- Angelo Diaz, Nederlandse crimineel
- Angelo Furlan, Italiaanse wielrenner
- Angelo Kelly, Iers-Amerikaans zanger
- Angelo Mariani, Franse wetenschapper
- Angelo Peruzzi, Italiaanse voetballer
- Angelo Poliziano, Italiaanse schrijver
- Angelo Scola, Italiaanse theoloog
- Angelo Sodano, Italiaanse kardinaal
- Ángelos Sikeliános, Griekse dichter

## Bekende naamdraagsters
Zie Angela (voornaam)

## Byzantijnse dynastie
- Angeloi